# Super Mario Sunshine
 For alternative betydninger, se SMS (flertydig). (Se også artikler, som begynder med SMS)
Super Mario Sunshine (スーパーマリオサンシャイン Sūpā Mario Sanshain) er et platformspil udviklet af Nintendo Entertainment Analysis and Development og udgivet af Nintendo til Nintendo GameCube. Det blev udgivet i Japan 19. juli 2002, i Nordamerika 26. august 2002 og i Europa 4. oktober 2002. Det er det første tredimensionale platformspil i Mario-serien siden udgivelsen af forløberen, Super Mario 64, seks år tidligere. Super Mario Sunshine blev efterfulgt af Super Mario Galaxy til Wii i 2007.
Spillet foregår på den tropiske ø Delfino Isle, hvor Mario og Prinsesse Peach tager på ferie. En skurk identisk med Mario, kendt som "Shadow Mario", vandaliserer hele øen, og Mario får skylden for rodet. Mario bliver dermed beordret til at rense hele øen, mens han redder Prinsesse Peach fra Shadow Mario.
Super Mario Sunshine fik generelt god modtagelse af spilanmelderne. Det har solgt over 5,5 millioner eksemplarer, og i 2002 var Super Mario Sunshine det tiende bedst sælgende spil i USA. På grund af spillets popularitet, blev det udgivet på ny som en Player's Choice-titel i 2003.